# BronyCon

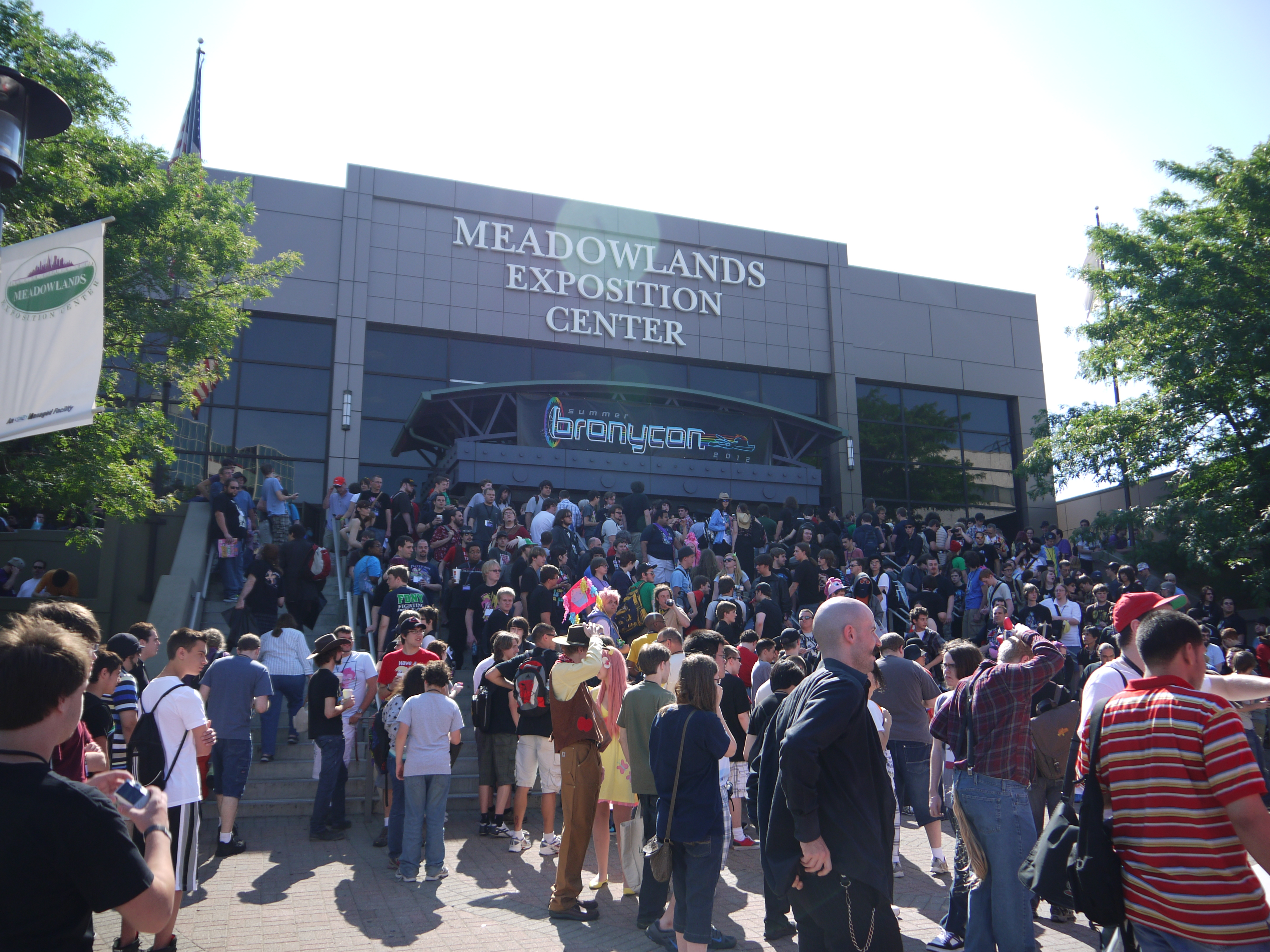

BronyCon — фанатський фестиваль у Сполучених Штатах Америки, який проводиться з 2011 року, припинив свою діяльність у 2019 році й отримав нове життя після появи фільму «My Little Pony - Tomodachi is Magic».

## BronUKon
Подібні заходи проводилися також в Україні, однак мали менший ажіотаж. Так у 2013 році на платформі VK обговорювалися організація події у місті Київ та Харків.